# FreeMind
FreeMind ist eine freie Software zum Visualisieren und Strukturieren von Inhalten (Begriffe, Ideen, Lernstoff, Sitzungsergebnisse usw.), die durch den Fork Freeplane weiter entwickelt wird. FreeMind selbst ist auf dem Stand von 2014. Die Methode der Wissensdarstellung dieser Programme wird Business Mapping genannt, die entstehenden Dokumente heißen Mind-Maps. Mindmaps sind zum Beispiel als Hilfsmittel für das Projektmanagement sinnvoll, unterstützend bei der Strukturierung von Lerninhalten oder bei der Zusammenfassung von Ergebnissen eines Brainstormings.

## Eigenschaften
In die erzeugten Mindmaps lassen sich Hyperlinks, Symbole oder Bilder einfügen, auch grafische Verbindungen zwischen den einzelnen „Zweigen“ können dargestellt werden. Mit Exportfunktionen lassen sich die Ergebnisse unter anderem als XHTML oder im OpenOffice.org-Writer-Format abspeichern. Zudem ist die Integration interaktiver Mindmaps mittels Java-Applet und Flash in Webseiten und speziell in verschiedene Wikis möglich, z. B. MediaWiki und WikkaWiki.
FreeMind wurde in der Programmiersprache Java für Windows, Mac und Linux entwickelt. Zum Ausführen ist die Java Runtime Environment ab Version 1.5 erforderlich.
Das XML-basierte Datenformat (Dateiendung *.mm) erlaubt das Schreiben eigener Konvertierroutinen mittels XSLT.
Die Funktionalität des Tools orientiert sich an den Kernaufgaben des Mindmappings. Die erhältlichen kommerziellen Lösungen erweitern die Mindmapping-Funktionalität oft um kooperative Aspekte und zentral verwaltete MindMap-Informationsdatenbanken im Firmenumfeld, was FreeMind nicht leistet.
Die Versionen der 0.9.0-Reihe weisen unter anderem erweiterte Exportfunktionen auf, so ist beispielsweise das Erstellen von PDF-Dokumenten oder SVG-Grafiken möglich. Zudem bieten diese den Einsatz von Filtern und Attributen sowie die Verschlüsselung einzelner Zweige. Eine Kalenderfunktion mit Wiedervorlage ist integriert.
Mit Version 1.0 erhielt die Software Kartenfunktionalität sowie Möglichkeiten zur besseren kollaborativen Arbeit. Die Beta-Versionen 1.1 erweitert die Funktionalität u. a. um die Unterstützung hochauflösender Displays.

## Forks
Derzeit gibt es nur noch einen aktiven Fork von FreeMind, Freeplane, und dieser ist besonders auf Benutzerfreundlichkeit ausgerichtet. Der Fork SciPlore MindMapping wurde inzwischen zugunsten des Nachfolgeprojekts Docear eingestellt, das gleichfalls Literaturverwaltung für den akademischen Bedarf bietet, aber Freeplane statt FreeMind als Basis verwendet.